# Microseris paludosa
Microseris paludosa là một loài thực vật có hoa trong họ Cúc. Loài này được (Greene) J.T.Howell mô tả khoa học đầu tiên năm 1948.